# Heiko Miraß
Heiko Fred Max Miraß (* 14. März 1967 in Greifswald) ist ein deutscher Ministerialbeamter und Politiker (SPD). Er ist seit 2021 parlamentarischer Staatssekretär für den Landesteil Vorpommern und das östliche Mecklenburg in der Staatskanzlei des Landes Mecklenburg-Vorpommern. Zuvor war er von 2019 bis 2021 Staatssekretär im Finanzministerium des Landes Mecklenburg-Vorpommern. Seit 2021 ist er Abgeordneter im  Landtag von Mecklenburg-Vorpommern.

## Ausbildung und Beruf
Nach der Polytechnischen Oberschule absolvierte Miraß eine Ausbildung zum Elektroinstallateur. In diesem Beruf war er drei Jahre tätig, parallel dazu legt er das Abitur am Greifswalder Abendgymnasium ab. In den Jahren 1989 bis 1996 studierte Miraß Soziologie und Volkswirtschaftslehre an der Universität Leipzig, der Universität Greifswald und der Universität Osnabrück und schloss sein Studium als Diplom-Volkswirt ab. Im Jahr 1997 begann er seinen Vorbereitungsdienst bei der Bundesagentur für Arbeit. Von 1998 bis 2009 war Miraß in Stralsund beschäftigt, von 2009 bis 2010 war er Vorsitzender der Geschäftsführung der Agentur für Arbeit in Hildesheim in Niedersachsen. Anschließend übernahm er für zwei Jahre die Geschäftsführung in Neubrandenburg und war von 2013 bis 2019 Vorsitzender der Geschäftsführung der Agentur für Arbeit in Greifswald.

## Tätigkeit als Politiker
Zur Bundestagswahl 2017 trat Miraß als Direktkandidat der Sozialdemokratischen Partei Deutschlands (SPD) im Wahlkreis 16 (Mecklenburgische Seenplatte I – Vorpommern-Greifswald II) an und erhielt dort 13,9 % der Erststimmen.
Im Juni 2019 wurde er als Nachfolger von Heiko Geue zum Staatssekretär im Finanzministerium des Landes Mecklenburg-Vorpommern ernannt. Das Amt übte er vom 1. Juli 2019 bis zu seinem Einzug in den Landtag am 26. Oktober 2021 aus.
Bei der Landtagswahl 2021 trat er im Landtagswahlkreis Vorpommern-Rügen IV für die SPD an, gewann 27,4 Prozent der Erststimmen und zog damit in den 8. Landtag Mecklenburg-Vorpommerns ein. Am 15. November 2021 übernahm er das Amt des parlamentarischen Staatssekretärs für Vorpommern und das östliche Mecklenburg im Kabinett Schwesig II. Miraß war als Staatssekretär im Finanzministerium des Landes Mecklenburg-Vorpommern an der Planung und Gründung der Stiftung Klima- und Umweltschutz MV beteiligt, deren Ziel es war, die Gaspipeline Nord Stream 2 von Russland nach Deutschland fertigzustellen und mögliche US-Sanktionen bezüglich des Pipeline-Baues zu umgehen. Des Weiteren stand er wegen seiner Amtsführung in der Kritik.
Die SPD Mecklenburg-Vorpommern nominierte Miraß als Kandidat zur Landratswahl in Mecklenburg-Vorpommern 2025 für den Landkreis Vorpommern-Rügen im Mai 2025. Er erreichte in der ersten Runde 11,7 % hinter dem Kandidaten der AfD und dem Amtsinhaber Stefan Kerth (parteilos, bis 2023 SPD) und zog damit nicht in die Stichwahl ein.

## Privates
Miraß ist verheiratet und hat drei Kinder.